# Episodi de Le avventure di Black Stallion (prima stagione)
La prima stagione della serie televisiva Le avventure di Black Stallion è stata trasmessa in anteprima in Canada dalla YTV tra il 15 settembre 1990 e il 3 marzo 1991.
| nº | Titolo originale       | Titolo italiano | Prima TV Canada   | Prima TV Italia |
| -- | ---------------------- | --------------- | ----------------- | --------------- |
| 1  | Where There's a Will   |                 | 15 settembre 1990 |                 |
| 2  | Vigil                  |                 | 29 settembre 1990 |                 |
| 3  | First Among Equals     |                 | 22 settembre 1990 |                 |
| 4  | Long Way Home          |                 | 29 settembre 1990 |                 |
| 5  | Stowaway               |                 | 27 ottobre 1990   |                 |
| 6  | A Friend in Need       |                 | 23 dicembre 1990  |                 |
| 7  | Pony Express Ride      |                 | 10 novembre 1990  |                 |
| 8  | The Big Fix            |                 | 13 ottobre 1990   |                 |
| 9  | Star Quality           |                 | 6 ottobre 1990    |                 |
| 10 | King of the Cowboys    |                 | 3 novembre 1990   |                 |
| 11 | Killer                 |                 | 30 dicembre 1990  |                 |
| 12 | Sweet Tooth            |                 | 9 dicembre 1990   |                 |
| 13 | Last Race              |                 | 17 novembre 1990  |                 |
| 14 | Double Cross           |                 | 2 dicembre 1990   |                 |
| 15 | Trapped                |                 | 16 dicembre 1990  |                 |
| 16 | Fireworks              |                 | 25 novembre 1990  |                 |
| 17 | The Black Pearl        |                 | 6 gennaio 1991    |                 |
| 18 | The Long Run           |                 | 13 gennaio 1991   |                 |
| 19 | Kidnapped              |                 | 20 gennaio 1991   |                 |
| 20 | The Comeback           |                 | 27 gennaio 1991   |                 |
| 21 | The Choice             |                 | 10 marzo 1991     |                 |
| 22 | Black at Heart         |                 | 3 febbraio 1991   |                 |
| 23 | Heart of Gold          |                 | 10 febbraio 1991  |                 |
| 24 | The Judge              |                 | 17 febbraio 1991  |                 |
| 25 | Found Money            |                 | 24 febbraio 1991  |                 |
| 26 | The Neuchatel Stallion |                 | 3 marzo 1991      |                 |